# 沃爾坎火山
沃爾坎火山是巴布亞新畿內亞的浮岩火山錐，屬於拉包爾火山的次火山通道（sub-vent），位於該火山的西面。在1994年最近一次火山爆發中，沃爾坎火山與塔烏魯火山一同爆發，東新不列顛省首府因此從拉包爾搬至科可波。